# Montesa Cota 309
La Montesa Cota 309 fou un model de motocicleta de trial de la gamma Cota de Montesa que es fabricà entre 1988 i 1989. Creada com a successora de la Cota 307 de 1987, els principals canvis envers aquesta eren l'augment de cilindrada del motor, que passava dels tradicionals 237,5 a 258 cc, i la reducció del diàmetre del disc de fre posterior. La resta de característiques tècniques, però, continuava igual: motor de dos temps monocilíndric refrigerat per aire amb canvi de 6 velocitats, bastidor de doble bressol, frens de disc a ambdues rodes, amortidors anteriors de forquilla convencional i monoamortidor posterior.
Els principals pilots oficials de Montesa al mundial de trial durant la curta etapa de la Cota 309 varen ser l'occità Philippe Berlatier (vuitè el 1988) i el belga Eddy Lejeune (desè el 1989).

## Característiques
Pel que fa a l'apartat estètic, la Cota 309 es remodelà considerablement i es diferenciava força dels models anteriors, començant pel tradicional conjunt dipòsit-selló d'una sola peça (un component que havien dut totes les Cota des de la primera, la Cota 247 de 1968), el qual fou substituït per una solució clàssica de dipòsit i tapes de filtre-selló separats, de nou disseny. Per bé que eren dues peces independents, feien la impressió que n'eren una de sola i, a més, el selló i tapes de filtre s'integraven plenament amb el parafang del darrere, de manera que a primera vista semblava que dipòsit, selló, tapes de filtre i parafang eren un únic element. A banda, la decoració d'aquest conjunt canvià també: tot i que el dipòsit seguia essent meitat blanc i meitat vermell, ara els colors estaven en ordre invers (vermell a dalt i blanc a baix) i dividits en diagonal a mig dipòsit, no de forma longitudinal com abans. A més, el silenciador era d'alumini, els parafangs, blancs i el xassís, totalment d'aquest color (a la Cota 307, la part del darrere era vermella).
Fitxa tècnica
| Cota 309           | Cota 309                      |
| ------------------ | ----------------------------- |
| Id. Model          | 39M                           |
| Núm. Sèrie         | 39M00001-                     |
| Anys               | 1988 - 1989                   |
| CC                 | 258                           |
| Diàmetre x Carrera | 74 x 60 mm                    |
| Compressió         | 11:1                          |
| CV                 | 15,5 a 5.100 rpm              |
| Carburador         | Dell'Orto PHPA26 (CS) 26 mm   |
| Canvi              | 6 velocitats                  |
| Suspensió davant   | Forquilla Betor               |
| Suspensió darrera  | Monoamortidor                 |
| Pneumàtic davant   | 2,75 x 21                     |
| Pneumàtic darrera  | 4,00 x 18                     |
| Frens davant       | Disc 185 mm                   |
| Frens darrera      | Disc 150 mm                   |
| Pes en sec         | 86 Kg                         |
| Capacitat dipòsit  | 4 litres                      |
| Pintura dipòsit    | Blanc i vermell (en diagonal) |